# Relaciones entre Argentina-Canadá
Las relaciones Argentina-Canadá se refieren al conjunto de lazos diplomáticos, económicos, históricos y culturales entre la República Argentina y Canadá. Ambos países son parte del Grupo de Cairns, Grupo de los 20, Naciones Unidas, Organización de Estados Americanos.

## Historia

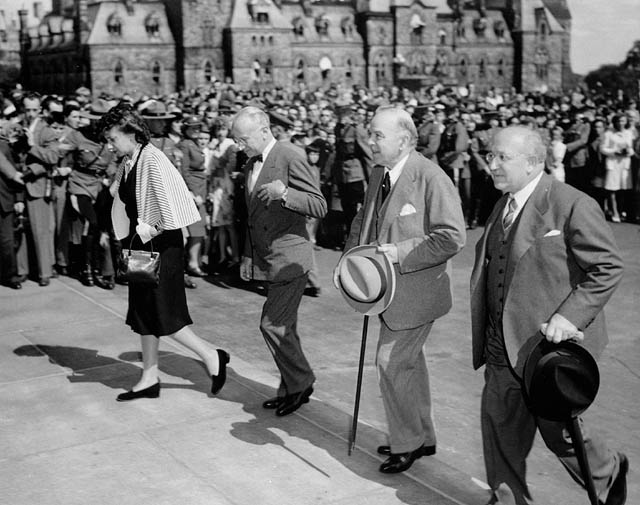
El embajador argentino ante Canadá Eduard Vivot y su esposa (primeros a la izquierda) junto al embajador ante Canadá de Checoeslovaquia durante los festejos por la rendición de Japón.

### Primeros contactos
Las relaciones entre Argentina y Canadá se remontan a 1867, cuando el gobierno canadiense llevó a cabo su primera misión comercial en Argentina y otros países de la región. En 1911, Canadá abrió su primera oficina comercial sudamericana en Buenos Aires. En 1931, el Estatuto de Westminster otorgó la soberanía nacional de Canadá lo que marco el inicio de la independencia canadiense. Argentina abrió su primer embajada en Ottawa en 1947.
En la década de 1940 ambas naciones establecieron relaciones diplomáticas. En 1945, Canadá abrió su primera embajada residente en Buenos Aires.En 1947 un grupo de 200 ingenieros, funcionarios agricultores argentinos fueron enviados por el gobierno de Juan Domingo Perón a especializarse en el rubro forestal, conformando una de las primeras comunidades argentinas en Canadá, tras tres años regresaron a la Argentina con nuevos conocimientos impulsando la industria forestal y peletera en el Sur del País, entre 1950 y 1955 la producción maderera argentina logró aumentar un 475 por ciento y pasar de importar madera por 20 millones anuales en 1949 a exportar por un valor de 190 millones en 1954, mientras que la industria peletera triplicó su valor. En paralelo consiguieron las primeras inversiones canadienses para Argentina.

### Guerra Fría
En noviembre de 1961, Arturo Frondizi visitó Canadá, Desde los 60 Canadá es Canadá es  el mayor defensor de la postura del Reino Unido respecto a las Malvinas. En la VI Cumbre de las Américas en Cartagena de Indias, Colombia, Canadá vetó una declaración conjunta apoyando el reclamo de Argentina sobre las Islas Malvinas.Canadá ha vetado diferentes declaraciones de apoyo a la Argentina en cumbres de estados americanos

En el año 1972 se anunció en Ottawa la creación del Instituto canadiense-argentino. En 1973, el ministro canadiense de Energía, Minas y Recursos, Donald Mc Donald,  encabezó la delegación de su país para la ceremonia de transmisión del mando presidencial.
En 1976 tuvo lugar la firma del acuerdo para la construcción de la central nuclear en el Embalse de Río Tercero; y en el año 1977 comenzaron a efectuarse las instalaciones del reactor Candu en la Central Nuclear de Río Tercero en Provincia de Córdoba. En 1978 se efectuó el primer vuelo de Aerolíneas Argentinas de Buenos Aires a Montreal.
En abril de 1982, comenzó la guerra de las Malvinas entre Argentina y el Reino Unido. Durante la guerra, Canadá permaneció neutral, sin embargo, Canadá retiró a su embajador de Buenos Aires. La decisión de permanecer neutral por parte del primer ministro, Pierre Trudeau, fue para distanciar la política exterior canadiense y la economía de los compromisos militares con los  Estados Unidos y el Reino Unido.
Durante las décadas de los años 80 y 90, creó espacio para las inversiones canadienses. Desde el punto de vista político, el proceso de democratización en América Latina creó un campo propicio para que Canadá buscara nuevos socios en la región en temas como la promoción de la democracia y los derechos humanos, el buen gobierno, la no proliferación de las armas de destrucción masiva, la promoción del derecho internacional, etc.  
El proceso por el que atravesaba Canadá en este período se vio acompañado de otro paralelo en Argentina: desde fines de los años ´80, Argentina comenzó a percibir que la relación con Canadá revestía el mayor interés: el paralelismo en el desarrollo de ambos países se había quebrado a mediados de los años ´30, tal vez porque entre muchos otros factores, Canadá decidió diseñar su perfil futuro a través de la reinversión de los beneficios que le producían excelentes condiciones agrícolas en la promoción de la educación y el desarrollo de una tecnología selectiva. Argentina tenía una comprobada facilidad para adaptar esa tecnología y convertirla en un instrumento utilizable que estuviera al alcance de otros países de menor desarrollo relativo. Este marco impulsó la creación de joint ventures para aprovechar las capacidades de ambos países en el campo nuclear, la construcción de motores, la provisión de turbinas y la aplicación de la sofisticada tecnología de comunicaciones canadiense en Argentina. [cita requerida]
En este período, las relaciones bilaterales estuvieron guiadas por la filosofía que Canadá era el menos desarrollado de los países del G-7, mientras que Argentina era uno de los más avanzados en vías de desarrollo. Este marco abrió excelentes posibilidades de diálogo entre ambos países que se encuentran en los extremos del continente americano y que pueden ser eslabones y factores de equilibrio entre el Norte y el Sur.       
En los años 90, con el ingreso de Canadá como miembro pleno de la OEA, Argentina y Canadá profundizaron sus coincidencias, especialmente en áreas como derechos humanos, promoción de la democracia, no proliferación de armas de destrucción masiva, y medio ambiente. Así, hubo varios temas concretos donde se trabajó mancomunadamente, como la defensa de la democracia en Perú y Haití (país al que ambos enviaron tropas), la negociación del Estatuto de Roma que creó la Corte Penal Internacional, la importancia de las Naciones Unidas en la resolución de conflictos internacionales o interestatales, la Convención de Ottawa sobre minas antipersonales, los Protocolos de Kyoto sobre Cambio Climático y de Montreal sobre la capa de ozono, posiciones similares con respecto al ALCA, votaciones coincidentes en las Naciones Unidas, OEA –donde ambos países mantuvieron posiciones coincidentes para el establecimiento de la Carta Democrática de la organización-, etc.

### Desarrollos modernos
Los cambios institucionales positivos que experimentó Argentina vinieron acompañados por visitas de alto nivel, y con ello los lazos bilaterales fueron reforzados de manera importante. Una de estas primeras visitas fue la del Canciller Guido di Tella en noviembre de 1991, seguida de la Visita de Estado del Presidente Carlos Menem en junio de 1994 y que fuera correspondida por la visita del primer ministro Jean Chrétien en enero de 1995.
En enero de 1998 el primer ministro Jean Chrétien retornó a Argentina al frente del “team Canadá”, importante delegación de hombres de negocios y funcionarios, integrada por aproximadamente 600 personas. Durante el primer viaje de Jean. Chrétien – que significó además la primera visita de un jefe de Gobierno de Canadá a Argentina - se firmaron memorándum sobre consultas políticas, minería, medio ambiente, transferencia de tecnología, servicios geológicos y energía atómica.    
A partir de entonces y gradualmente, comenzaron a llegar inversiones canadienses a la Argentina, particularmente en el sector minero (se comenzaron a desarrollar áreas como las de Pascua Lama, Bajo la Lumbrera y Pachón), industria y los servicios.  
Durante este período se abrió el Consulado argentino en Toronto y en 1997, la Argentina abrió su Agregaduría de Defensa en Ottawa. Asimismo, se firmaron numerosos instrumentos bilaterales como el Acuerdo de Promoción y Protección Recíproca de Inversiones en 1991 que permitió el importante crecimiento de las inversiones canadienses en Argentina, llevando a Canadá a ocupar el cuarto lugar entre los países inversores en la actualidad.      
Por otra parte en noviembre de 2000 la provincia de Neuquén firmó con la provincia de Alberta un “Memorándum de Entendimiento de Cooperación Económica”  con el objeto de fortalecer la cooperación en el área de educación y capacitación laboral.

En 2013, Canadá envió observadores electorales durante el Referéndum sobre la soberanía de las Islas Malvinas. La posición oficial de Canadá es que los isleños de las Malvinas deberían decidir su propio destino.En 2008 la presidenta Cristina Kirchner comenzó una visita a Canadá, una de las más importantes visitas de mandatario argentino al país del norte donde participaría del segundo Congreso de la Confederación Sindical Internacional (CSI), en la ciudad de Vancouver, y se trasladó a Toronto para asistir a la reunión de los países del G-20. 

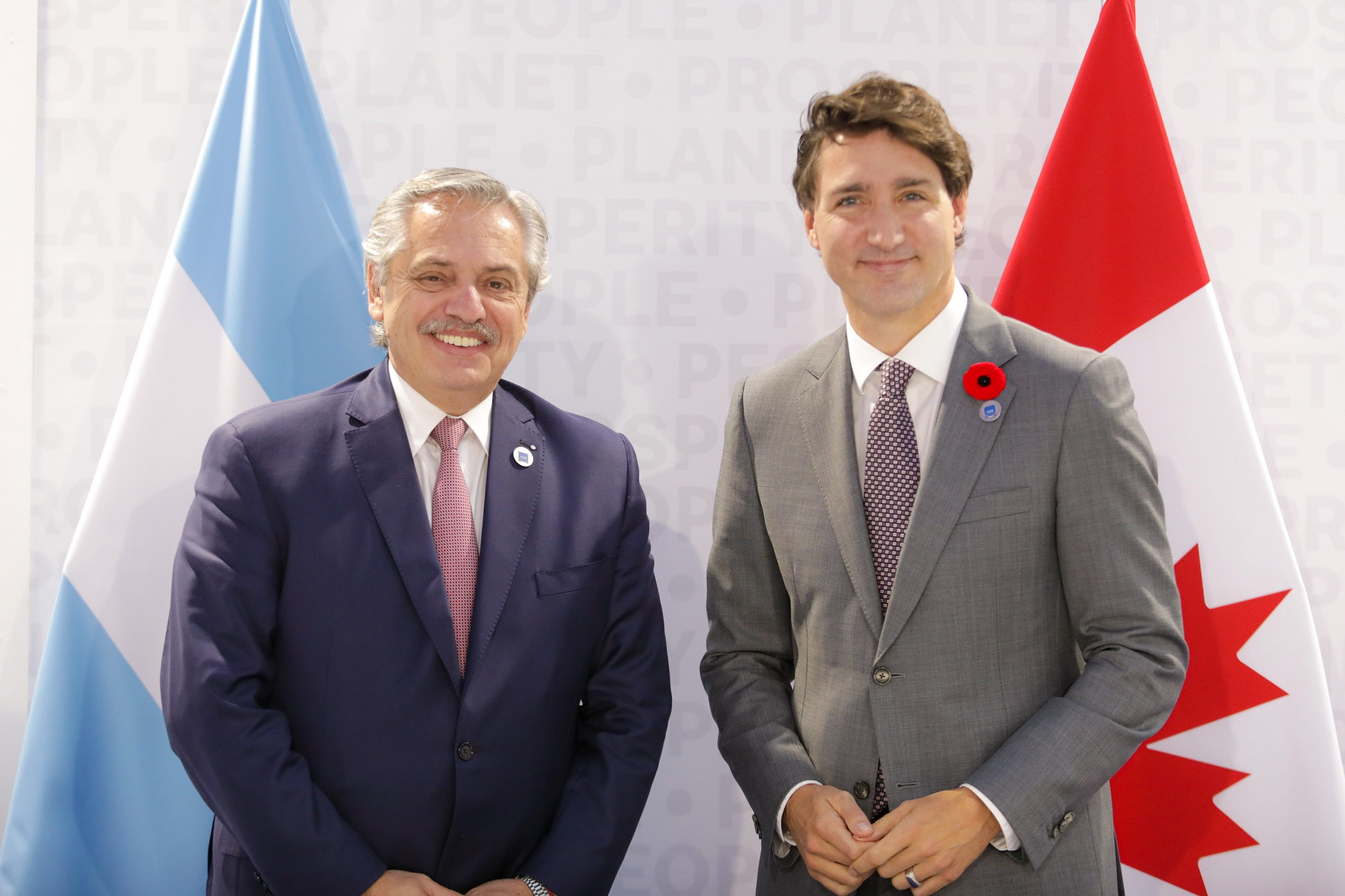
Presidente de la Nación Argentina, Alberto Fernández junto al primer ministro de Canadá Justin Trudeau.

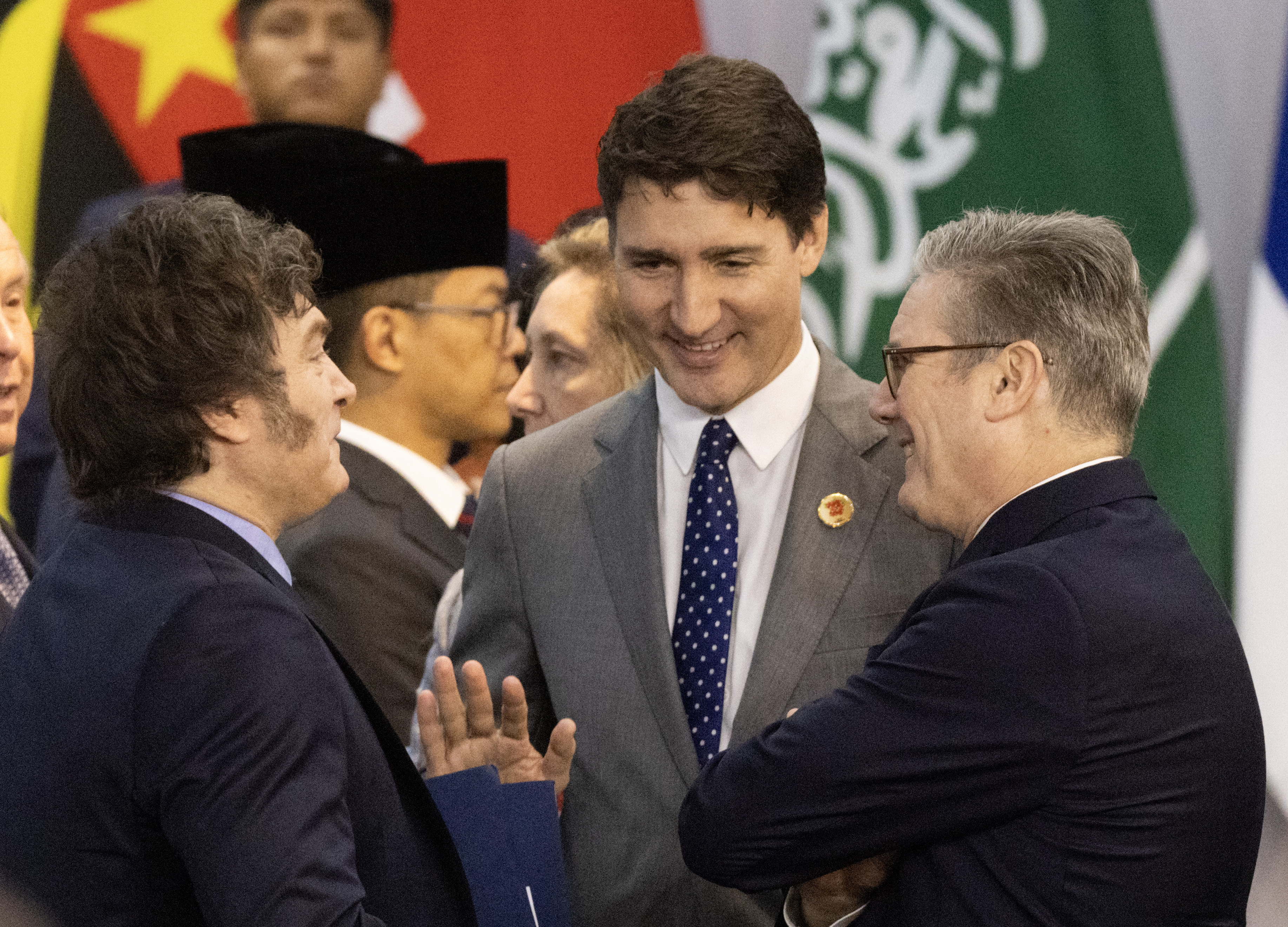
Presidente de la Nación Argentina, Javier Milei, junto al primer ministro de Canadá Justin Trudeau y el primer ministro del Reino Unido, Keir Starmer.

En noviembre de 2016, el primer ministro canadiense, Justin Trudeau, realizó una visita oficial a la Argentina para celebraron el 75 aniversario de las relaciones bilaterales.ñ, visita que se repetiría en 2018 Ambos líderes también discutieron el restablecimiento de las consultas bilaterales anuales de derechos humanos entre la Argentina y Canadá; mantener un diálogo continuo sobre la profundización de la relación de comercio e inversión entre Canadá y Mercosur; intensificar los esfuerzos para abordar el cambio climático mediante la aplicación plena y efectiva del Acuerdo de París, y fortalecer la cooperación bilateral y multilateral en materia de desarme, no proliferación y uso pacífico de la energía nuclear. Además, ambos países se comprometieron a reanudar su cooperación en materia de regulación nuclear y a restablecer consultas nucleares bilaterales de conformidad con el Acuerdo de Cooperación Nuclear Canadá-Argentina. En el año 2023 tras gestiones gubernamentales argentinas el gobierno canadiense anunció oficialmente la flexibilización del régimen de visas para los ciudadanos argentinos, a través de la tramitación de una autorización electrónica de viaje (eTA).

## Actualidad

### Los mecanismos de diálogo
En este marco de confianza y respeto crecientes en el que se desarrollaban las relaciones, se crearon mecanismos bilaterales regulares de concertación, tales como las Reuniones de Alto Nivel de Consultas Políticas y las de Consulta sobre Temas Nucleares, de Seguridad Internacional y sobre Derechos Humanos
Estas reuniones se celebran con una periodicidad anual alternando entre Ottawa y Buenos Aires. En estos encuentros se tratan temas de la agenda internacional, regional y bilateral, temas de seguridad y los importantes asuntos vinculados con las inversiones crecientes de Canadá en áreas sensibles como minería, gas, petróleo y telecomunicaciones. Asimismo se ambos países consultan sobre los principales temas relativos a la situación de los derechos humanos en la región y el mundo. También se coordinan posiciones sobre estas cuestiones que son tratadas en los organismos internacionales.    

### Cooperación con Haití
La Argentina y Canadá han participado en forma activa en los distintos esfuerzos realizados por la comunidad internacional a través de la OEA y la ONU para apoyar el desarrollo y la seguridad en Haití. Desde el año 2004 ambos países participan en la operación MINUSTAH de las Naciones Unidas y han estado otorgando en forma individual cooperación para el desarrollo a ese país caribeño.
En septiembre de 2008 ambos países y Haití firmaron en Puerto Príncipe, un memorándum de entendimiento con el objeto de implementar el  “Programa de Cooperación Triangular Pro Huerta”. El objeto de este programa es incrementar la seguridad alimentaria de Haití a través de la producción en huertas urbanas o rurales de alimentos frescos para el consumo de los sectores más marginados de ese país. Este Programa, basado en un proyecto de origen argentino, es financiado por Canadá, Argentina y Haití y tiene por objeto asegurar y mejorar la calidad de la alimentación de unas 180.000 personas en alrededor de 90 localidades a través de la producción de vegetales en parcelas de uso familiar o comunitario, basándose en el voluntariado y la participación personal.
Este programa está actualmente en pleno proceso de implementación.

### La cooperación en el campo nuclear
Con el antecedente de la firma, en 1976, del acuerdo para la construcción de la central nuclear en el Embalse de Río Tercero, la relación bilateral en este ámbito experimentó un salto importante con la suscripción, en mayo de 2006, del Acuerdo para la Cooperación en Energía Nuclear entre la empresa “Atomic Energy Canada Ltd.” (AECL) y Nucleoeléctrica Argentina S.A  (NASA).
El acuerdo estableció el marco para el desarrollo, diseño, construcción, servicio y operación de la tecnología nuclear canadiense CANDU en la Argentina. Otro objetivo del acuerdo fue estudiar la factibilidad de construir una cuarta y posiblemente una quinta estación nuclear en Argentina, en adición a las dos que ya están en operaciones: Atucha I y Embalse, así como la colaboración de AECL para finalizar la construcción de Atucha II que se espera terminar para 2010. 
El acuerdo también prevé que, como resultado del alto nivel de comportamiento de la estación de Embalse, NASA recibirá el apoyo de AECL para extender su vida útil. 
Los estudios de factibilidad de estos proyectos fueron concluidos en abril de 2007. Los días 27 y 28 de julio de ese año, el ministro de Recursos Naturales de Canadá, Gary Lunn visitó nuestra país y se entrevistó con el ministro de Obras y Servicios Públicos, Ing. Julio de Vido. Durante su visita, y en presencia de los dos ministros, NASA y AECL suscribieron un memorándum de entendimiento para la implementación del acuerdo suscrito en 2006 y la posibilidad de construir el quinto reactor en la Argentina.

### Antártida
Desde el año 1985 existe una sólida relación entre la Dirección Nacional de Antártico y el Institut des Sciences de la Mer a Rimouski (ISMER), a través de la cual se realizaron intercambios científicos y se formó investigadores a nivel de maestría y doctorado. En 2001 las partes firmaron un acuerdo de colaboración científico-tecnológica que fue renovado en el año 2006, a través del cual se realizaron dos programas de investigación científica vinculados al cambio climático. 
Actualmente se está en conversaciones entre la Dirección Nacional del Antártico y el ISMER con el objeto de que ambas instituciones instalen en la Base argentina de Jubany generadores de energía eólica con el objeto de reducir, en parte, la dependencia del combustible proveniente de la Argentina y experimentar en condiciones extremas con una energía renovable que no contamina el medio ambiente.

### La presencia canadiense en la Argentina
En la Argentina, los estudios canadienses exhiben una excelente trayectoria desde la creación del primer Centro de Documentación Canadiense en 1985 en la Universidad Nacional de Córdoba. 
La Asociación Argentina de Estudios Canadienses, creada en 1996, tiene siete centros regionales ubicados en Buenos Aires, Comahue, Córdoba, Cuyo, La Plata, Rosario y Tucumán y cuenta con más de 500 miembros. La Asociación es ahora un miembro pleno del Consejo Internacional de Estudios Canadienses.
A partir del año 1998 está funcionando el Centro de Educación Canadiense (CEC Network) que ofrece información y apoyo a los Argentinos interesados en estudiar en Canadá. Asimismo, el desarrollo de proyectos académicos originó varios acuerdos internacionales de cooperación con instituciones como la Agencia Canadiense de Desarrollo Internacional (ACDI), el Centro Internacional de Investigaciones para el Desarrollo (CIID) y el Instituto para la Conectividad en las Américas (ICA).

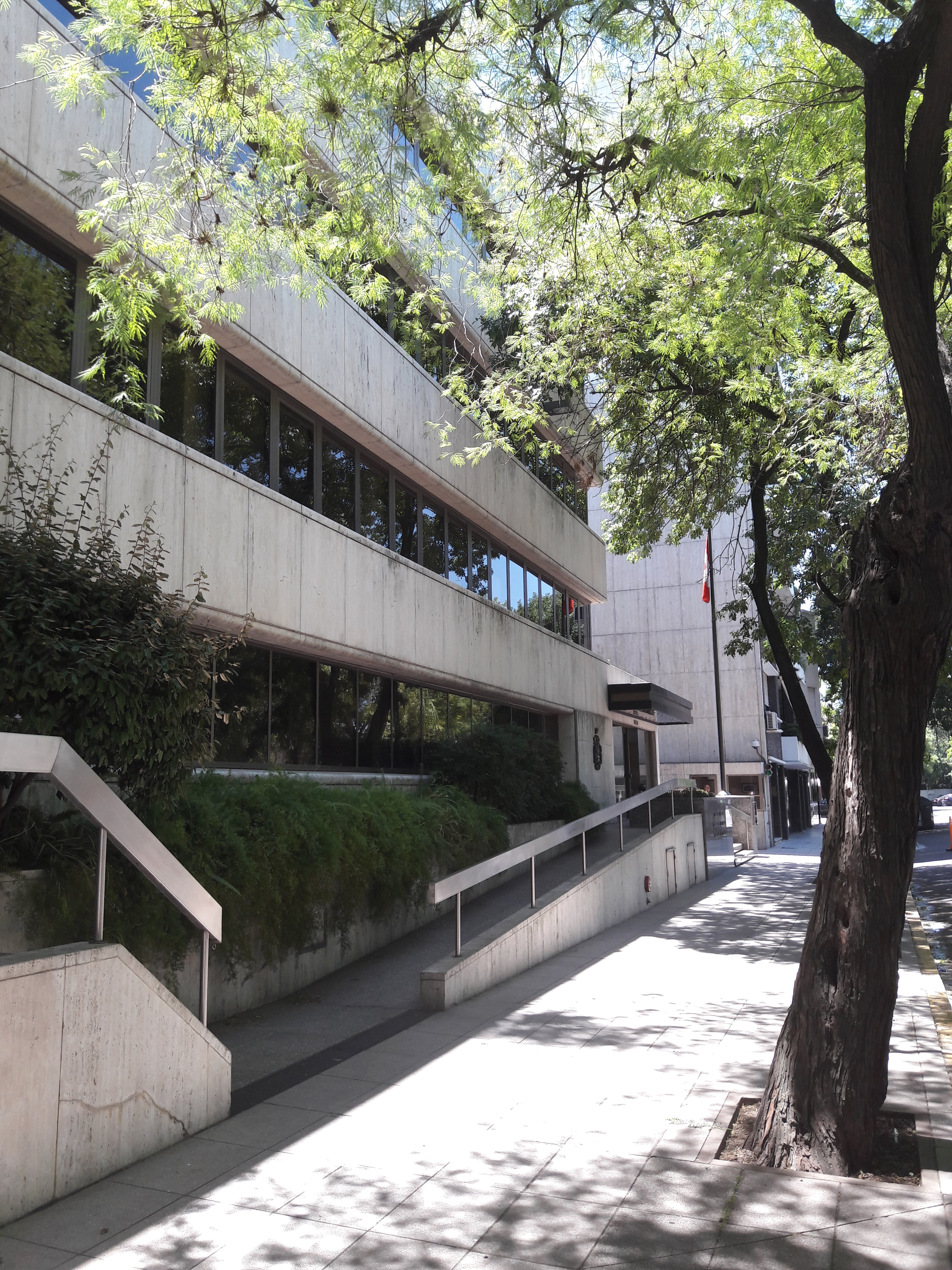
Embajada de Canadá en Buenos Aires

## Misiones diplomáticas residentes
- Argentina tiene una embajada en Ottawa y consulados-generales en Montreal, Toronto y Vancouver.[12]
- Canadá tiene una embajada en Buenos Aires.[13]